# ستيف دوتشسن
ستيف دوتشسن هو لاعب هوكي جليد كندي، ولد في 30 يونيو 1965 في سات إيل في كندا.

## وصلات خارجية
- ستيف دوتشسن على موقع دوري الهوكي الوطني (الإنجليزية)
- ستيف دوتشسن على موقع قاعة مشاهير الهوكي (لاعب أن.إتش.أل) (الإنجليزية)
- ستيف دوتشسن على موقع EliteProspects.com (الإنجليزية)
- ستيف دوتشسن على موقع HockeyDB.com (الإنجليزية)
- ستيف دوتشسن على موقع Hockey-Reference.com (الإنجليزية)